# Хапур (округ)
Хапур (англ. Hapur) — округ региона Меерут в индийском штате Уттар-Прадеш. Образован 28 сентября 2011 года, путём выделения из округа Газиабад. До 2012 года носил название Panchsheel Nagar. Административный центр — город Хапур. Площадь — 1 124 км². Население —  человек (на 2001 год). Состоит из 3 административных единиц 3-о уровняː техсилы  Hapur, Garhmukteshwar и Dhaulana.